# Jordan Nash
Jordan Anthony Nash, född 7 augusti 2007 i London, är en brittisk skådespelare.
Nash har bland annat medverkat i TV-serierna Syndarnas hus (2017-2019) och Breeders (2020-2022). Han har även medverkat i filmen Aladdin från 2019.

## Filmografi (i urval)
- 2017–2019 – Syndarnas hus (TV-serie)
- 2019 – Aladdin
- 2021–2022 – Breeders (TV-serie)